# Stefan Nilsson (Eishockeyspieler, April 1968)
Lars Stefan „Skuggan“ Nilsson (* 5. April 1968 in Luleå) ist ein ehemaliger schwedischer Eishockeyspieler. Er erzielte die meisten Assists in der Elitserien aller Zeiten.

## Karriere
Stefan Nilsson begann seine Karriere bei seinem Heimatverein Luleå HF, für den er in der Saison 1984/85 sein erstes Ligaspiel in der Elitserien absolvierte. Beim NHL Entry Draft 1986 wurde Nilsson in der sechsten Runde an Position 124 von den Washington Capitals ausgewählt. Er spielte jedoch weder für die Caps noch jemals in der National Hockey League. Im Verlauf der Spielzeit 1986/87 wurde er erstmals zu einer festen Größe im Kader des Luleå HF und kam für diesen zu 23 Einsätzen, in denen der schwedische Junioren-Nationalspieler zwölf Scorerpunkte erzielte. In den folgenden Jahren war Nilsson als Stammspieler gesetzt und fiel dabei nie als herausragender Torschütze auf. In der Elitserien erreichte er seinen Karrierebestwert in der Saison 1995/96 mit 14 Toren in der regulären Saison, bevor der Angreifer in den Playoffs mit Luleå HF erstmals die schwedische Meisterschaft gewann. Drei Jahre zuvor hatte er mit der Mannschaft die Vizemeisterschaft errungen und dasselbe gelang nochmals in der Spielzeit 1996/97. Vielmehr waren es seine Passgeberqualitäten, die ihn zum A-Nationalspieler formten und später auch zum Mannschaftskapitän des Teams beförderten. Während seiner Karriere war Nilsson vier Mal bester Vorlagengeber der Elitserien (1990/91, 1991/92, 1996/97 und 2001/02).
Nachdem er bis dahin für keinen anderen Verein als den Luleå HF gespielt hatte, entschied sich der Schwede 1998 seine Heimat zu verlassen und nahm ein Angebot des EC KAC an, mit dem er in der österreichischen Bundesliga spielte. In seiner ersten Saison nahm er mit dem Verein auch an der Alpenliga teil. In der Spielzeit 1999/2000 gewann Nilsson mit den Klagenfurtern die österreichische Meisterschaft. Die Saison wurde mit dem Gewinn der Interliga abgerundet. Zur folgenden Saison folgte ein Engagement beim HC La Chaux-de-Fonds, mit dem Nilsson in der Saison 2000/01 in der Nationalliga A spielte, jedoch zum Saisonende in die zweithöchste Liga abstieg. Im Anschluss kehrte er in seine Heimatstadt zurück und erhielt einen Kontrakt beim Luleå HF. Für diesen absolvierte der Rechtsschütze drei Spielzeiten, bevor er seine Karriere 2004 beendete.

### International
Sein größter Erfolg mit der schwedischen Nationalmannschaft war der Gewinn der Silbermedaille bei den Weltmeisterschaften 1993, 1995 und 1997. Außerdem nahm er mit der schwedischen Auswahl an der U18-Junioren-Europameisterschaft 1986 und der Junioren-Weltmeisterschaft 1988 teil.

### Als Trainer und Funktionär
Ab 2012 arbeitet Nilsson als Trainer im Nachwuchsbereich von Luleå HF, ehe er zur Saison 2014/15 in den Trainerstab des Profiteams aufgenommen wurde. Vor der Saison 2016/17 wurde er zum Cheftrainer des Teams befördert, ehe er 2017 auf den Posten des General Managers wechselte.

## Erfolge und Auszeichnungen
- 1996 Schwedischer Meister mit Luleå HF
- 2000 Österreichischer Meister mit dem EC KAC
- 2000 Interliga-Gewinn mit dem EC KAC

### International
- 1993 Silbermedaille bei der Weltmeisterschaft
- 1995 Silbermedaille bei der Weltmeisterschaft
- 1997 Silbermedaille bei der Weltmeisterschaft